# Wolfsberg (district)
Het district Wolfsberg is een bestuursdistrict in Oost-Karinthië, met zetel in Wolfsberg. Op 15 januari 2001 telde het district 56.611 inwoners. Het dekt zich ongeveer met de karinthische deel van het stroomgebied van de Lavant.
District Wolfsberg omvat negen gemeenten:
- Bad Sankt Leonhard im Lavanttal
- Sankt Andrä
- Wolfsberg
- Preitenegg
- Sankt Georgen im Lavanttal
- Frantschach-Sankt Gertraud
- Lavamünd
- Reichenfels
- Sankt Paul im Lavanttal